# Räddningsstation Loftahammar
Räddningsstation Loftahammar är en av Sjöräddningssällskapets räddningsstationer.
Räddningsstation Loftahammar ligger i Källvik. Den inrättades 1997 och har 18 frivilliga. 

## Räddningsfarkoster
- 12-27 Rescue Tjustbanken, ett 11,8 meter långt räddningsfartyg av Victoriaklass, byggt 2009
- 8-06 Rescue Loftahammar, en 8,4 meter lång öppen räddningsbåt av Gunnel Larssonklass, byggd 1998